# 1370'erne f.Kr.
Århundreder: 15. århundrede f.Kr. – 14. århundrede f.Kr. – 13. århundrede f.Kr.
Årtier: 1420'erne f.Kr. 1410'erne f.Kr. 1400'erne f.Kr. 1390'erne f.Kr. 1380'erne f.Kr. – 1370'erne f.Kr. – 1360'erne f.Kr. 1350'erne f.Kr. 1340'erne f.Kr. 1330'erne f.Kr. 1320'erne f.Kr.
Årstal: 1379 f.Kr. 1378 f.Kr. 1377 f.Kr. 1376 f.Kr. 1375 f.Kr. 1374 f.Kr. 1373 f.Kr. 1372 f.Kr. 1371 f.Kr. 1370 f.Kr.

## Begivenheder
- En årringsdatering af Egtvedpigens kiste har vist, at egetræet var blevet fældet i sommeren 1370 f.Kr.
- Ca. 1375 f.Kr. – Minoisk kultur forsvinder på Kreta

## Født
- ca. 1370 f.Kr. – den egyptiske dronning Nefertiti, gift med farao Akhenaton, og svigermoder til farao Tutankhamon.

## Dødsfald
- Den egyptiske Farao Akhnaton menes at være født i dette årti.

- Akhnaton
- Egtvedpigen